# Col des Fourches (massif des Corbières)
Ne pas confondre avec le col des Fourches (Puy-de-Dôme).
Le col des Fourches est un col routier du massif des Corbières sur la commune de Mouthoumet, dans le département de l'Aude.

## Accès
Le col est sur la D613, entre la vallée de l'Orbieu et le plateau de Mouthoumet.

## Topographie
À l'ouest, l'ascension démarre au village de Mouthoumet et redescend à l'est jusqu'à Laroque-de-Fa sur le Sou de Laroque.

## Cyclisme
Situé sur le parcours de la 14e étape du Tour de France 2005 et classé en 4e catégorie, il a été franchi en tête par Juan Manuel Gárate.

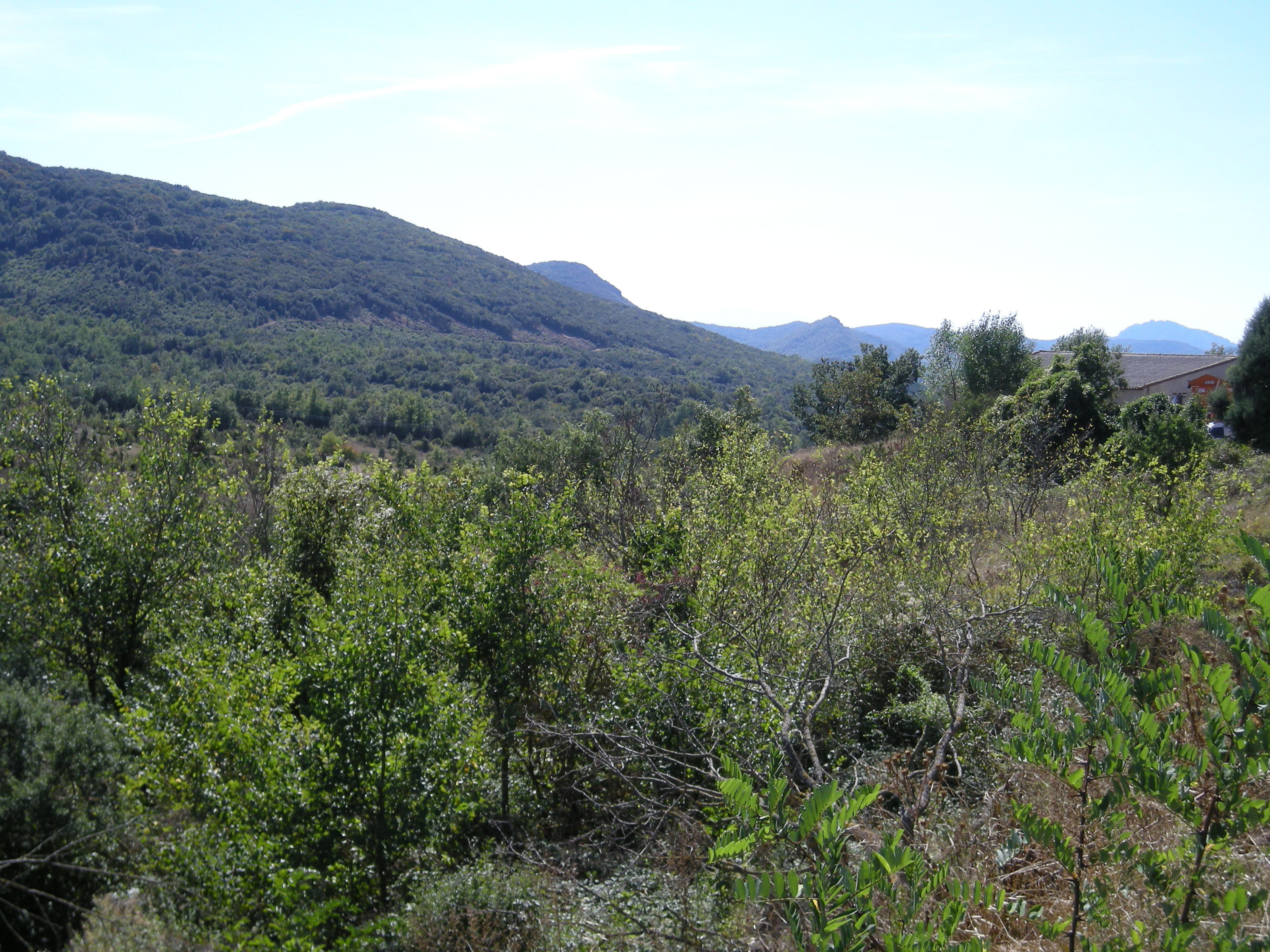
Vue depuis le col vers le sud.
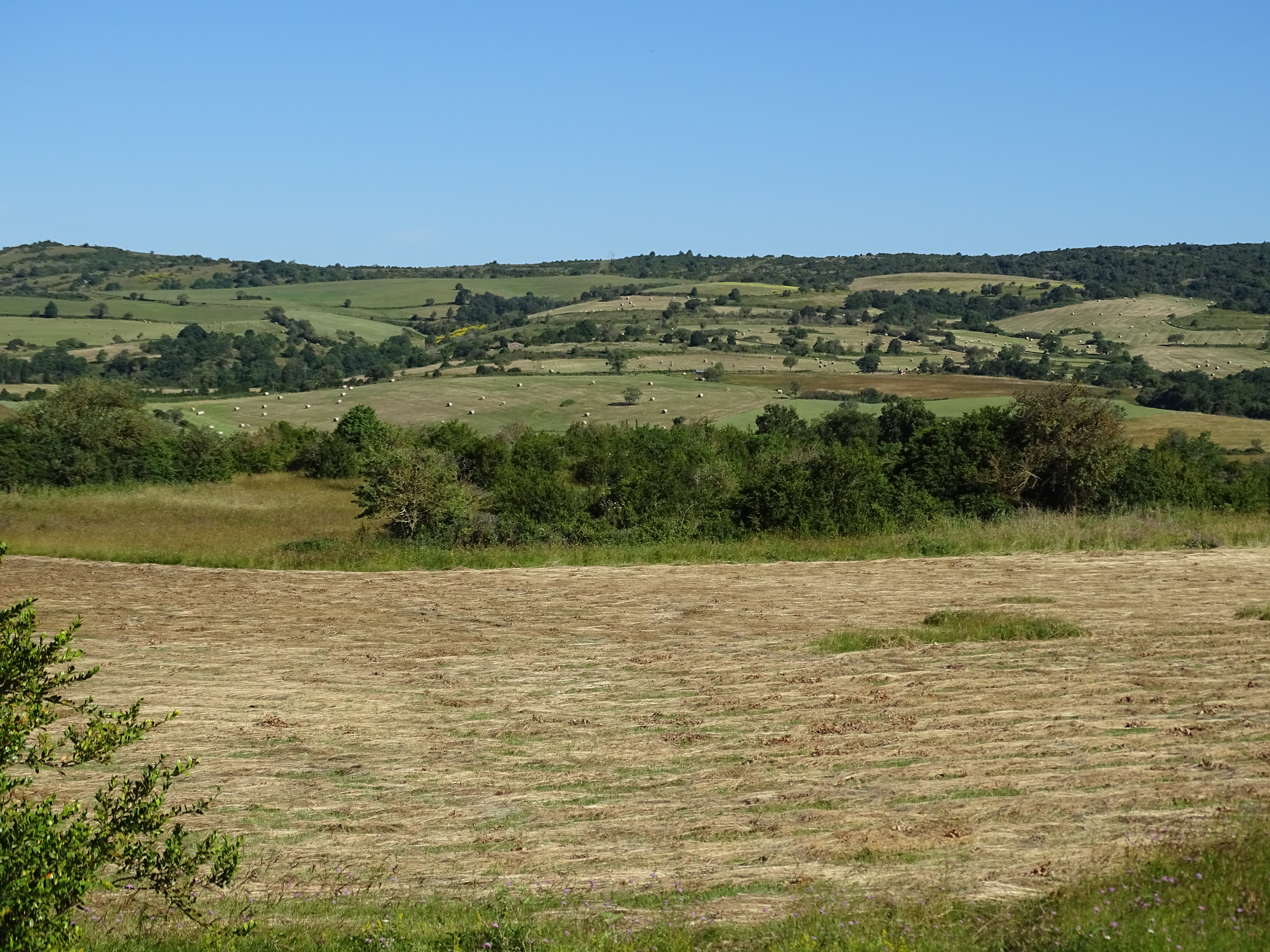
Vue vers le nord sur le plateau de Mouthoumet.